# Иосиф (Моржаков)
Архиепи́скоп Ио́сиф (в миру Ива́н Миха́йлович Моржако́в; 30 ноября 1886, деревня Пиявочное Озеро, Арзамасский уезд, Нижегородская губерния — 3 ноября 1970, Москва) — предстоятель Древлеправославной Церкви Христовой (с 1988 года — РПСЦ) с титулом «архиепископ Московский и всея Руси».

## Биография
Родился 30 ноября 1886 года в деревне Пиявочное Озеро Арзамасского уезда Нижегородской губернии (ныне деревня Пиявочное Арзамасского района Нижегородской области), в старообрядческой семье Михаила Степановича и Евдокии Афанасьевны Моржаковых. После смерти отца и деда, умерших в один год, пятилетним ребенком остался на руках у матери. Уже в раннем возрасте был вынужден работать: в 9 — 10 лет пас стадо.
В 11 лет был отдан на воспитание в старообрядческий монастырь близ деревни Елесино Нижегородской губернии, где пробыл до 17 лет, обучившись церковному чтению и пению, воспитывался известным старообрядческим писателем-апологетом епископом Уральским и Оренбургским Арсением (Швецовым).
С июня 1907 года по декабрь 1909 года был уставщиком в селе Климотино Нижегородской губернии. В 1909 году женился. В декабре 1909 году епископ Нижегородский Иннокентий рукоположил его в диакона к храму в селе Василёво (ныне Чкаловск Нижегородской области). В апреле 1916 года епископ Иннокентий поставил его иереем и определил настоятелем Успенского кафедрального собора в Нижнем Новгороде. В 1917 году возведён в сан протоиерея за образцовое исполнение обязанностей епархиального казначея Нижегородско-Костромской епархии.
В 1924 году овдовел, оставшись с семью детьми (самому младшему был один год). Вскоре в результате несчастного случая погиб его старший сын. В 1927 году на Соборе в Москве избран кандидатом во епископы, однако от хиротонии отказался. В 1930 году вследствие нервной болезни, вызванной смертью жены и сына, был вынужден оставить служение и заняться лечением.
В 1935 года арестован в Москве и осуждён по обвинению в контрреволюционной агитации к трём годам заключения, с декабря 1935 по июль 1938 года находился в исправительных лагерях в Караганде. Отбыв срок, поселился во Ржеве, где поступил на работу закройщиком в артель портных «Красный швейник». Как отмечает историк Виктор Боченков, сведения о том, что он провел в лагерях десять лет, упоминаемые в некоторых публикациях, являются ошибочными.
В 1941 году после внезапного захвата города рода гитлеровскими войсками вместе с бригадиром артели отказался шить полушубки для немецких солдат и бежал из Ржева в деревню Медведки Бехтеевского сельсовета Андреевского района Смоленской области (ныне территория Сычёвского района Смоленской области). После освобождения деревни советскими войсками уехал в эвакуацию через Калинин (ныне Тверь), Ярославль, Иваново — в Арзамас, поселившись в деревне Бебяево Арзамасского района Горьковской области. До 1944 года работал в колхозе, затем из-за слабости здоровья переехал в село Бор Горьковской области, к дочерям.
В мае 1945 года получил предложение принять архиерейский сан. Пострижен на Рогожском кладбище в монашество (иночество) с наречением имени Иосиф. 9 сентября (27 августа по старому стилю) 1945 года там же рукоположен во епископы на вновь открывшуюся Кишинёвскую епархию. Хиротонию совершили архиепископ Иринарх (Парфёновым) и епископ Геронтий (Лакомкин). Среди первоочередных задач духовного созидания епископ Иосиф поставил снять барьеры отчуждения и недоверия между молдавскими старообрядцами, более двадцати лет пребывавшими в разрыве со старообрядцами СССР, наладить полнокровную церковную жизнь, иерархическое управление, учредить благочиния, изжить в духовно-церковном плане последствия разрыва и военной оккупации. В задачу епископа Иосифа также входила активизация усилий старообрядцев епархии в восстановлении народного хозяйства, пострадавшего от войны, включение их в общественную жизнь страны. Вскоре по решению совета Московской архиепископии к Кишинёвской епархии были присоединены территории Черновицкой и Одесской областей Украины.
В документах он официально титуловался с 1946 года как «епископ Кишинёвский и Одесский, Черновицко-Буковинский и временно Измаильский», так как был уполномочен временно управлять вакантными Черновицкой и Измаильской епархиями, из которых уехало большинство духовенства. Две последние кафедры не позднее 1956 года были упразднены, их приходы вошли в Киевско-Винницкую старообрядческую епархию. Собор Московской архиепископии 17 марта 1947 года лишил кафедры и отправил на покой Измаильского епископа Арсения. После этого все 14 действующих приходов Измаильской области и Муравлёвский Иоанно-Предтеченский женский монастырь официально перешли под управление епископа Кишинёвского Иосифа, однако сам процесс перехода очень осложнился и затянулся. Приходы в Кагуле и в селе Звёздочка отказались признать новое руководство епархии и несколько лет не допускали епископа Иосифа в свои храмы и поминали эмигрировавшего в Румынию Белокриницкого митрополита Тихона (Качалкина). Осложнения с воссоединением приходов были и в Южной Бессарабии, составлявшей с 1940 году Измаильскую область Украинской ССР.
В рамках советского движения за мир, к которому Московская старообрядческая архиепископия подключилась в 1950 году, епископ Иосиф в сентябре 1951 году принимал участие в республиканской конференции Молдавской ССР сторонников мира в Кишинёве, в мае 1952 года — во Всесоюзной конференции всех церквей и религиозных объединений в защиту мира в Москве, в апреле 1955 года — в работе Пленума постоянного республиканского Комитета защиты мира в Кишиневе. Кроме того, будучи архиепископом, под каждый Новый год постоянно перечислял часть личных средств в Фонд мира, подавая пример пастве.
В 1952 года назначен помощником архиепископа Московского и всея Руси Флавиана (Слесарева).
После смерти архиепископа Флавиана (Слесарева) в декабре избран сначала местоблюстителем архиепископского престола, а затем и архиепископом Московским и всея Руси. 19 февраля 1961 года в Покровской церкви на Рогожском кладбище епископ Волго-Донской и Кавказский Александр (Чунин), епископ Клинцовский и Новозыбковский Вениамин (Агольцов) и епископ Киевский и Винницкий Иринарх (Вологжанин) совершили возведение его в сан архиепископа. В это время продолжалась хрущёвская антирелигиозная кампания, сопровождавшаяся массовым закрытием храмов. Как и его предшественник, не решился перечить властям, пытаюсь продолжить ту линию, которая сложилась в 1950-е годы: сохранить то, что есть.
Во время его предстоятельства в Россию возвратилась большая группа старообрядцев-некрасовцев. 22 сентября 1962 года в порт Новороссийска прибыли морским путём 400 казачьих семей (около тысячи человек), большинство из которых поселились в Ставропольском крае.
Скончался 3 ноября 1970 года и погребён на Рогожском кладбище. Погребение совершил 9 ноября 1970 года в Покровском соборе на Рогожском кладбище епископ Кишиневский Никодим (Латышев) в сослужении с епископами Киевским, Винницким и Одесским Иринархом и Клинцовско-Новозыбковским Иоасафом.